# Законодавство Пакистану
Законодавство Пакистану — закон і правова система, що існують в Ісламській Республіці Пакистан. Пакистанське право базується на правовій системі Британської Індії; таким чином, зрештою, на загальному праві Англії та Уельсу.

## Історія
Після створення домініону Пакистан у 1947 році закони колишнього Британського Раджу залишалися в силі. Жодного моменту правової історії Пакистану не було наміру розпочати книгу законів заново. Засновник Пакистану Мухаммад Алі Джинна мав бачення закону Пакистану, щоб запровадити систему відповідно до ісламських вчень, але воно ніколи не було виконане. Однак це бачення справило тривалий вплив на пізніших пакистанських законодавців. Під час правління генерала Мухаммада Зія-уль-Хака елементи ісламського закону шаріату були включені в пакистанське законодавство, що призвело до створення Федерального шаріатського суду (FSC). У деяких федеральних і провінційно керованих племінних територіях [(FATA) і (PATA)] система права, що використовує традиційні методи, яка зберігається на місцевому рівні. На цьому неформальному рівні суперечки вирішуються джиргою, радою старійшин племені.

## Вплив
Політична ідеологія в основному була створена такими людьми, як Мухаммед Алі Джинна, засновник Пакистану – під час вивчення права в Lincoln's Inn у Лондоні він став шанувальником британського лібералізму. Саме ці впливи призвели до того, що пакистанське загальне право базується на загальному праві Англії та Уельсу. Він взяв на себе роль титульного лідера пакистанської політики, і в результаті Пакистан зараз є системою загального права, із змагальною судовою процедурою та дотримується інших практик загального права, таких як судовий прецедент і концепція Судовий прецедент. Однак Пакистан багато в чому відрізняється від класичного загального права. По-перше, як кримінальне, так і цивільне законодавство майже повністю кодифіковано, спадщина часів Британського Раджу, коли англійські закони були поширені на Індію шляхом закону. Суди присяжних були поступово скасовані в Пакистані після здобуття незалежності через невдоволення судів і громадськості їх функціонуванням; один пакистанський суддя назвав суди присяжних «любительським правосуддям».  У питаннях конституційного права пакистанська юриспруденція зазнала значного впливу правової системи Сполучених Штатів, Пакистан прийняв федеральну структуру американського типу. Ісламське право та традиційне право, засноване на джирзі, також вплинули на розвиток судової системи країни...